# Glorioso ordine della Corona di Kedah
Il Glorioso ordine della Corona di Kedah è un ordine cavalleresco del sultanato di Kedah.

## Storia
L'ordine è stato fondato nel gennaio 2001.

## Classi
L'ordine dispone delle seguenti classi di benemerenza che danno diritto a dei post nominali qui indicati tra parentesi:
- cavaliere commendatore o dato' wira (DGMK) con il titolo dato' wira (eroe cavaliere)
- compagno o setia (GMK)
- membro o ahli (AGK)

## Insegne
- Il nastro è rosso con due strisce verdi e sottili bordi gialli.